# Estación de Meco
Meco es un apeadero y cargadero ferroviario ubicado en la localidad del mismo nombre a unos 3 km del casco urbano. Forma parte de las líneas C-2 y C-8 de la red de Cercanías Madrid operada por Renfe. Cumple también funciones logísticas.

## Situación ferroviaria
La estación se encuentra en el punto kilométrico 41,2 de la línea férrea de ancho ibérico que une Madrid con Barcelona a 610 metros de altitud.

## Historia
La estación fue inaugurada el 3 de mayo de 1859 con la apertura del tramo Madrid-Guadalajara de la línea férrea Madrid-Zaragoza por parte de la Compañía de los Ferrocarriles de Madrid a Zaragoza y Alicante o MZA. Cuando se construyó la línea ferroviaria el trazado a su paso por el término municipal de Meco generó polémica. La estación podría haber quedado en un lugar más próximo al centro del casco urbano del pueblo de haberse adoptado el primer trazado propuesto por MZA sin embargo se adoptó el segundo trazado propuesto, a 3 km del casco urbano, por la resolución final de la alcaldía de dicho municipio ante las quejas de los habitantes. La elección del primer trazado habría conllevado la expropiación de algunos terrenos agrícolas, que eran la base de la economía de dicho municipio.En 1941, la nacionalización del ferrocarril en España supuso la integración de la compañía en la recién creada RENFE. 
Desde el 31 de diciembre de 2004 Renfe Operadora explota la línea mientras que Adif es la titular de las instalaciones ferroviarias.

## Servicios ferroviarios

### Cercanías
| procedencia/destino                              | < estación              | Línea | estación > | destino/procedencia |
| ------------------------------------------------ | ----------------------- | ----- | ---------- | ------------------- |
| Chamartín                                        | Alcalá de Henares Univ. |       | Azuqueca   | Guadalajara         |
| Cercedilla                                       | Alcalá de Henares Univ. |       | Azuqueca   | Guadalajara         |
| Santa María de la Alameda-Peguerinos El Escorial | Alcalá de Henares Univ. |       | Azuqueca   | Guadalajara         |
| Chamartín                                        | Alcalá de Henares Univ. |       | Azuqueca   | Guadalajara         |

La estación forma parte de las líneas C-2 y C-8 de la red de Cercanías Madrid.

## Conexiones

### Autobús
| Diurnos |                             |                                  |          |
| Línea   | Destino                     | Parada                           | Operador |
| 222     | Madrid (Avenida de América) | 11786 Ctra. Estación - Est. Meco | ALSA     |